# Eurythoe clavata
Eurythoe clavata är en ringmaskart som beskrevs av Baird 1868. Eurythoe clavata ingår i släktet Eurythoe och familjen Amphinomidae. Inga underarter finns listade i Catalogue of Life.